# بول عمراني
بول عمراني هو ممثل كندي، ولد في 1972 بكيبك في كندا.

## أعمال

### أفلام
- (2006) ماري أنطوانيت[3]

## وصلات خارجية
- بول عمراني على موقع IMDb (الإنجليزية)
- بول عمراني على موقع ألو سيني (الفرنسية)
- بول عمراني على موقع أول موفي (الإنجليزية)
- بول عمراني على موقع قاعدة بيانات الفيلم (الإنجليزية)
- بول عمراني على موقع كينوبويسك (الروسية)